# NGC 3565
NGC 3565 је елиптична галаксија у сазвежђу Пехар која се налази на NGC листи објеката дубоког неба.
Деклинација објекта је - 20° 1' 20" а ректасцензија 11h 7m 47,8s. Привидна величина (магнитуда) објекта NGC 3565 износи 14,6 а фотографска магнитуда 15,6. NGC 3565 је још познат и под ознакама ESO 570-8, NPM1G -19.0363, v. close pair, PGC 33701.